# Cattleya jongheana
La Cattleya jongheana es una especie de orquídea epifita  que pertenece al género de las Cattleya.   

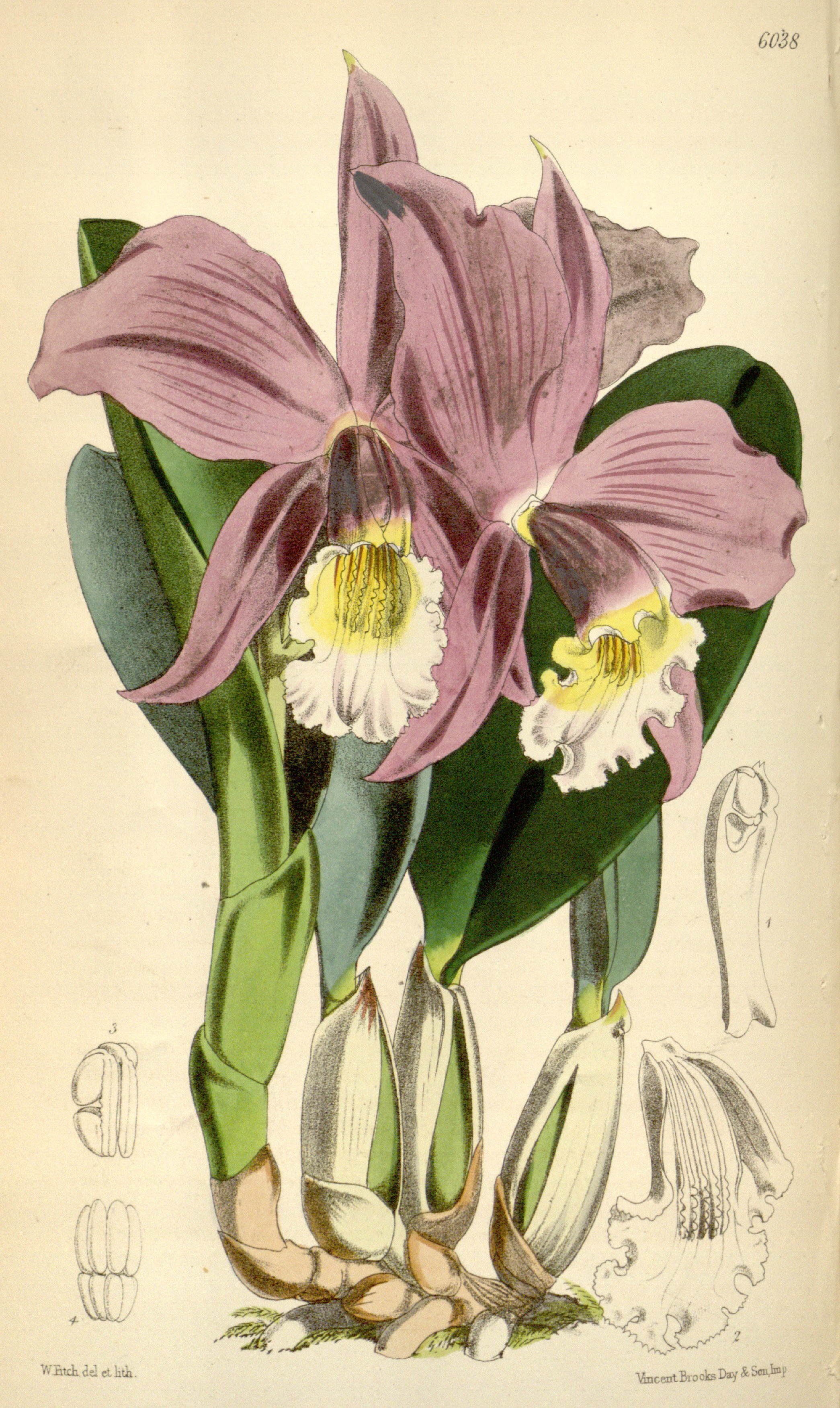
Ilustración

## Descripción
Es una orquídea de tamaño pequeño, con hábitos de epifita y con pseudobulbos con forma ovoide a elipsoide, verde,  sulcados oscuros subtendidos por una vaina  blanca y llevando una sola hoja, apical, coriáceas, oblongo-ellptica, obtusa o emarginada. Florece a finales del invierno hasta la primavera en una inflorescencia de 14 cm de largo en forma de racimo con 1 o 2 flores de larga vida.

## Distribución
Se encuentra en Brasil en el centro de Minas Gerais, en elevaciones de 1300 a 1600 metros en parches de pequeños bosques. 

## Taxonomía
Cattleya jongheana fue descrita por Robert Allen Rolfe   y publicado en Neodiversity: A Journal of Neotropical Biodiversity 3: 8. 2008.
Etimología
Cattleya: nombre genérico otorgado en honor de William Cattley orquideólogo aficionado inglés,
jongheana: epíteto otorgado por el Jardín Botánico de Jonghe (Bélgica ,1800).
Sinonimia
- Bletia jongheana (Rchb.f.) Rchb.f.
- Hadrolaelia jongheana (Rchb.f.) Chiron & V.P.Castro
- Laelia jongheana Rchb.f.
- Sophronitis jongheana (Rchb.f.) Van den Berg & M.W.Chase[1][5][6]